# 陳凝觀
陳凝觀（1974年8月19日—），台灣新聞節目主持人。曾經在香港擔任瑞士私人銀行香港助理副總裁。回台後，曾進入非凡電視台、時報資訊、《非凡商業周刊》。2012年加入年代新聞，成為《年代向錢看》主持人，2015年5月4日，接下東風衛視節目《健康好生活》。

## 學歷
- 國立政治大學EMBA
- 國立成功大學統計系
- 台灣省立台中女中（原國立台中女中，現臺中市立台中女子高級中等學校）

## 經歷[3]
- 瑞士私人銀行香港助理副總裁（2004～2006年）[4][5][6]
- 時報資訊總經理室行銷經理
- 非凡新聞台主持人、製作人
- 《非凡商業周刊》企畫編輯
- 年代新聞台、壹電視新聞台《年代向錢看》主持人（2012年～）

## 曾主播過或主持過的節目
| 時間               | 頻道                    | 節目                 | 備註           |
| 待查               | 非凡新聞台              | 《非凡理財中心》     | 主持人兼製作人 |
| 待查               | 非凡新聞台              | 《海外基金獲利契機》 | 主持人兼製作人 |
| 待查               | 非凡新聞台              | 《基金龍虎榜》       | 主持人兼製作人 |
| 待查               | 非凡新聞台              | 《非凡搶先報》       | 主持人兼製作人 |
| 2012年～至今       | 年代新聞台→壹電視新聞台 | 《年代向錢看》       | 主持人         |
| 2015年5月4日～至今 | 東風衛視→年代MUCH台     | 《健康好生活》       | 主持人兼製作人 |
| 2015年5月4日～至今 | 壹電視綜合台            | 《健康好生活》       | 主持人兼製作人 |

## 著作
| 年份          | 書名                                                 | 出版社 | ISBN                   |
| 2008年3月24日 | 《贏家的投資祕密－小心投資陷阱！不被騙，就能賺到錢》 | 時周   | ISBN 978-986-75865-9-9 |
| 2017年7月7日  | 《健康好生活！用鑄鐵鍋做出的美味》（與程安琪合著）   | 橘子   | ISBN 978-986-36410-6-3 |

## 爭議事件

### 特權疫苗
資深媒體人陳凝觀於6月4至禾馨診所違規施打特權疫苗，網友挖出陳凝觀於2022年6月10日主持節目年代向錢看，曾痛罵特權疫苗。

## 外部連結
- 陳凝觀的Facebook專頁
- 陳凝觀的健康好生活的Facebook專頁
- YouTube上的陳凝觀頻道